# Каменецкий, Михаил Соломонович
Михаил Соломонович Каменецкий (р. 1933, Чернигов) — известный учёный-медик, организатор, доктор медицинских наук, профессор, заведующий кафедрой лучевой диагностики и терапии, руководитель лаборатории высшего образования Донецкого Национального медицинского университета.

## Биография
Михаил Каменецкий окончил Киевский медицинский институт, после чего работал врачом-рентгенологом в Волынской области и Донецке.

В 1965 году защитил кандидатскую диссертацию.

В 1967 году перешёл на работу в Донецкий медицинский институт ассистентом, в 1975 году стал доцентом кафедры рентгенологии (в последующем — радиологии). С 1987 по 2000 годы — был заведующим этой кафедрой.

В 1989 году защитил докторскую диссертацию.

В 1994 году возглавил научную лабораторию по вопросам додипломной подготовки врачей МЗ Украины.

## Научная деятельность
Михаил Каменецкий — основатель функционального направления в украинской лучевой диагностике. 

Он является одним из разработчиков украинских государственных стандартов медицинского образования и одним из инициаторов введения на Украине лицензионных тестовых экзаменов.

Создатель компьютерных программ по лучевой диагностике, одна из которых демонстрировалась на международной выставке информационных технологий в Ганновере.

Каменецкий является автором более 600 публикаций, в том числе 18 монографий, более 20 учебных пособий и 5 изобретений. 

Подготовил 3 докторов и 13 кандидатов наук.